# Ластири, Мария Хосефа
Мари́я Хосе́фа Ласти́ри Лоса́но (исп. María Josefa Lastiri Lozano; 20 октября 1792, Тегусигальпа, Гондурас, Новая Испания — 1846, Сан-Сальвадор, Сальвадор) — супруга генерала Франсиско Морасана и первая леди Соединённых Провинций Центральной Америки (исп. Primera Dama de Centroamerica), Гондураса, Сальвадора, и Коста-Рики.
Мария родилась 20 октября 1792 года в Тегусигальпе. В 1818 году вышла замуж за землевладельца Эстебана Травиесо, от которого родила четверых детей. Они прожили вместе семь лет до его смерти в 1825 году. Муж завещал Марии и детям всё своё состояние, однако, вдова недолго оплакивала мужа: в этом же году, 30 декабря она во второй раз вышла замуж за Франсиско Морасана, который был на тот момент генеральным секретарём правительства Гондураса. Свадьбу отметили в Комаягуа через двадцать дней после принятия первой Конституции Гондураса. В разработке Конституции принимал участие Морасан. Вскоре у супружеской четы родилась дочь Адела Морасан Ластири.
Мария была первой леди Гондураса с 1827 до 1830 годы, затем Соединенных Провинций Центральной Америки с 1830 до 1834 годы, и с 1835 до 1839 годы, Сальвадора с 1839 до 1840 годы. Она поддерживала политические и военные действия своего супруга, в результате чего потеряла весь капитал, унаследованный от первого брака. Из-за политической нестабильности, постоянной борьбы и суматохи в Сальвадоре, она уехала из страны и попросила политического убежища в Коста-Рике. Правительство Коста-Рики предложило поселиться в городке Эспарса. Вместо этого она обосновалась в Чирикуи, где она позже встретила своего мужа. Когда Морасан пришел к власти в Коста-Рике, он немедленно отправил корабль в Чирикуи, за своей семьёй.
После отстранения Морасана от власти и его расстрела в сентябре 1842 года, Мария с семьёй возвратилась в Сальвадор. Она пережила своего мужа на четыре года и умерла в Сан-Сальвадоре в 1846 году. Похоронена на Центральном кладбище Сан-Сальвадора (участок Los Ilustres).